# Maćesi
Maćesi (cyr. Маћеси) – wieś w Bośni i Hercegowinie, w Republice Serbskiej, w gminie Milići. W 2013 roku liczyła 381 mieszkańców.